# Japanese Data Relay System
Japanese Data Relay System plus souvent désigné par son acronyme JDRS-1  (en français système de relais de données japonais) est un  satellite de télécommunications japonais qui a été placé en 2020 sur une orbite géostationnaire pour assurer la liaison entre les satellites militaires et civils japonais circulant en orbite basse et les stations terriennes. Ce système permet des transferts de données plus fréquents que lorsque ceux-ci sont réalisés lors du survol des stations terriennes. Le satellite JDRS-1 met en œuvre deux types de liaison inter-satellites : par radio en bande Ka ou S ou via un système optique (laser) qui permet un débit plus élevé. JDRS-1 prend la suite du satellite DRTS (2002-2017) qui ne disposait que d'une liaison inter-satellite radio. 

## Historique
En 2002 la NASDA (ancêtre de l'agence spatiale japonaise actuelle) place en orbite géostationnaire le satellite de télécommunications DRTS (Kodama) pour tester un système de relais spatial entre les satellites circulant en orbite basse et les stations terriennes. Ce système doit permettre des transferts de données plus fréquents qu'une liaison directe avec les stations terriennes car celles-ci ne sont survolées (et donc visibles) que durant une faible partie de l'orbite. 
Le satellite JDRS-1 est le successeur du satellite DRTS qui a été retiré du service en 2017. Il est fabriqué par la société Mitsubishi Electric pour le compte de l'Agence spatiale japonaise et du gouvernement japonais (applications militaires). Grâce à ce satellite relais, les satellites en orbite basse peuvent communiquer durant 40% de leur temps avec les stations terriennes. Cette disponibilité doit notamment permettre de transmettre plus rapidement les données recueillies par les satellites de reconnaissance optique et radar japonais IGS qui surveillent l'activité militaire de la Corée du Nord et de la Chine. Le satellite utilise un nouveau type de liaison inter-satellites optique reposant sur un laser (Télécommunication optique spatiale) qui permet un débit élevé et qui a été mis au point à bord du satellite Kirari lancé en 2005.  Le satellite JDRS-1 est la propriété et est géré par le Naichō service de renseignement militaire rattaché au cabinet du premier ministre japonais,.     

## Caractéristiques techniques
Le satellite JDRS-1 est un satellite de télécommunications stabilisé 3 axes qui utilise sans doute une plateforme DS-2000. L'énergie est fournie par des panneaux solaires. Sa durée de vie est de 10 ans. Sa charge utile comprend deux équipements lui permettant de communiquer avec les engins spatiaux circulant en orbite basse  :
- DRTS (Data Relay & Tracking Satellite) est un système de communication inter-satellites fonctionnant en bande S et Ka et permettant des débits de 240 mégabits par seconde. DRTS a été mis en œuvre par le satellite éponyme. Son débit est de 240 gigabits par seconde.
- LUCAS (Laser Utilizing Communication System) est un système de télécommunication inter-satellites optique développé par l'Agence spatiale japonaise utilisant un laser fonctionnant dans le proche infrarouge. Cette liaison optique permet un débit de 1,8 gigabit par seconde. Deux satellites d'observation de la Terre, ALOS-3 et ALOS-4 qui doivent être lancés au début de la décennie 2020 seront équipés de terminaux LUCAS et pourront utiliser cette liaison optique. Les satellites de reconnaissance optique et radar IGS (militaires) disposent ou disposeront de cet équipement.